# Lofi Girl
Lofi Girl (bis 2021 ChilledCow) ist ein im Jahr 2017 gegründeter französischer YouTube-Kanal und Musiklabel. Der Kanal bietet rund um die Uhr Live-Streaming von Lo-Fi-Hip-Hop-Musik, begleitet von einer japanischen Animation, die ein Mädchen beim Lernen oder Entspannen darstellt.
Im April 2023 wurde auch eine neue Live-Show mit einem Jungen mit Retrowave-Klanghintergrund veröffentlicht, einem Musikstil, der an die 1980er Jahre erinnert.

## Grundsatz
Der Kanal bietet mehrere Videos, um Lo-Fi-Musik im Hip-Hop-Stil zu hören.
Die ausgestrahlte Musik stammt von ihrem eigenen Label oder von Künstlern, deren Genehmigung sie erhalten haben.
Zusätzlich zur Musik gibt es eine Chat-Funktion. Diese hat entscheidend zur großen Fangemeinde des Kanals beigetragen, da auf diesem Chat ein ausgesprochen freundlicher Umgangston herrscht.
Die Tatsache, dass die Musik immer live ist, hindert YouTube daran, Werbung zu schalten, die die Ausstrahlung unterbricht.
Die vom Sender ausgestrahlte Musik kann zur Ausübung von «deep work» verwendet werden. Laut Emma Winston von der Universität London kommt der Erfolg des Kanals von der Musik, die dem Hörer «vertraut erscheint, wie eine vergangene und phantasierte Vergangenheit, die nicht wirklich existierte». Xavier Piedra von Mashable bemerkte, dass die Playlist häufig aktualisiert wird und oft eine Mischung aus alten und neu hinzugefügten Songs enthält. Lee Taber, Leya Breanna Baltaxe-Admony und Kevin Weatherwax von der University of California in Santa Cruz haben in einer Studie gezeigt, dass parasoziale Interaktion auf Charaktere wie das Lofi Girl angewendet werden können.

## Geschichte
2015 gründete der Franzose Dimitri den YouTube-Kanal ChilledCow, der Live-Streams von Lo-Fi-Musik anbietet. Dimitri, der darum bittet, dass sein Nachname nicht öffentlich verwendet wird, war damals 20 Jahre alt.

### Erste Einstellung der Ausstrahlung und eigene Animation
Im Juli 2017 stoppte YouTube die Live-Übertragung des Kanals ChilledCow wegen Copyright-Problemen. Tatsächlich verwendete der Sender Bilder von Shizuku Tsukishima, die aus dem Animationsfilm Stimme des Herzens (1995) stammen. Die Ausstrahlung wurde im September 2017 mit der Animation des Charakters von Lofi Girl fortgesetzt. Sie sollte den Bildern Tsukishimas ähneln, ohne von ihm oder von seiner Produktionsfirma Studio Ghibli gezeichnet zu sein. Die Animation stammt von Juan Pablo Machado, der damals im letzten Jahr an der Kunstuniversität École Émile-Cohl in Lyon studierte. Er hatte bis dahin noch keinen Anime gezeichnet und nahm die Ausschreibung des Kanals als Herausforderung an.
Die Animation im Anime-Stil zeigt ein junges Mädchen an einem Schreibtisch, das Kopfhörer trägt und sich auf Papier Notizen macht. Neben ihr ist ein Fenster. Im Fenster sitzt eine hellbraune Katze, die hinausschaut. Hinter dem Fenster sieht man eine Stadt, die dem Stadtteil La Croix-Rousse in Lyon nachempfunden ist. Nach 20 Sekunden blättert das Mädchen sein Heft um, und die Sequenz beginnt von neuem.

### Unterbrechung der Ausstrahlung
Ende Februar 2020 beschloss YouTube, den Kanal einzustellen, wodurch die Übertragung, die seit fast eineinhalb Jahren ununterbrochen ausgestrahlt wurde, eingestellt wurde. Das daraus resultierende YouTube-Video hatte eine Länge von 13 165 Stunden und war eines der längsten Videos auf der Plattform.
Der Kanal konnte erneut streamen, nachdem YouTube bemerkt hatte, dass ein Fehler vorlag.

### Umbenennung des Kanals
Im März 2021 wurde der Kanal in Lofi Girl umbenannt. Die Namensänderung wurde damit begründet, dass der Charakter von Lofi Girl zur Ikone des Channels geworden war und dem neuen Namen des Channels entsprechen würde.

### 10 Millionen Abonnenten
Am 2. Februar 2022 überschritt der Kanal die Zahl von 10 Millionen Abonnenten.

### Zweite Einstellung der Ausstrahlung
Im Juli 2022 stellte YouTube die Ausstrahlung von Live-Videos von Lofi Girl ein, nachdem das malaysische Label FMC Music im Rahmen des Digital Millennium Copyright Act eine Beschwerde eingereicht hatte. Die daraus resultierenden Videos hatten eine Gesamtdauer von 20 843 Stunden bei 668 Millionen Aufrufen bzw. 20 772 Stunden bei 129 Millionen Aufrufen.
Am 11. Juli 2022 entschuldigte sich YouTube und bestätigte, dass die Anträge auf Aussetzung missbräuchlich waren. Der Live-Stream wurde am nächsten Tag wieder aufgenommen.

### Neue Retrowave-Direktübertragung
Im März 2023 startete der Sender ein neues Live-Video, das diesmal der Retrowave-Musik gewidmet ist. Die Animation dazu zeigt einen Jungen, der am Computer arbeitet. Im Hintergrund schläft ein Hund.

### Partnerschaft mit Lego
Im September 2023 veröffentlichte der Sender Lofi Girl in den sozialen Netzwerken ein Video, in dem die Figur ihre Hände in Lego-Hände verwandelt. Dieses Video markiert die Ankündigung einer Partnerschaft mit Lego.

### Snowman
Im November 2023 verschwanden die Charaktere von Lofi Girl und Synthwave Boy aus ihren jeweiligen Live-Shows. Eine dritte Live-Show zeigte eine Schneeflocke, die sich bildet. Mit dieser zeitweiligen Veränderung wies der Kanal auf die Online-Veröffentlichung seines ersten Clips, Snowman, hin.

### Partnerschaft mit Chess.com
Im Dezember 2023 veröffentlichte der YouTube-Kanal ein Video mit dem Titel Lofi Girl x Chess.com ♟ - chill beats to play chess to. Damit kündigte der Sender seine Partnerschaft mit Chess.com an.

### Erscheinen zweier weiterer Kanäle im Februar 2024
Am 26. Februar 2024 verschwanden die beiden Charaktere erneut aus ihren jeweiligen Studierzimmern. Damit kündigten die Betreiber die Ankunft von zwei neuen Kanälen an, wie sie das schon zuvor bei der Freischaltung von Synthwave Boy getan hatten. Der erste ist ein Kanal «Peaceful Piano» mit Lofi Girl und der zweite ist ein Stream von «Dark Ambient Radio» mit Synthwave Boy.

### Renault
Im März 2024 wurde auf dem YouTube-Kanal von Renault ein Buch ausgestrahlt, in dem eine an das Lofi Girl erinnernde Figur in einem Renault 5 und später in dem neuen Modell des Renault 5 fährt. Dabei handelte es sich um eine kommerzielle Partnerschaft mit Renault.

### Fortnite
Im Mai 2024 gab der Sender die Einrichtung eines Bereichs auf Fortnite bekannt.

### Gentle Mates
Im Juli 2024 kündigte die e-Sport-Struktur Gentle Mates in ihren verschiedenen sozialen Netzwerken die Ankunft von Lofi Girl als Hauptsponsor an, der sie während ihrer Wettbewerbe begleitete.

### Zenless Zone Zero
Im Juli 2024 postete der YouTube-Kanal HoYoFair ein Video, das die Figur Belle aus dem Spiel Zenless Zone Zero in einer Position zeigt, die an Lofi Girl erinnert. Es handelte sich dabei um eine Zusammenarbeit zwischen dem YouTube-Kanal Lofi Girl und dem Entwicklungsteam des Videospiels.

## Teilnahme
Im Februar 2020 wurde der Haupt-Live-Kanal „lofi hip hop radio – beats to relax/study to“ 218 Millionen Mal angesehen, und im Juli 2022 mehr als 668 Millionen.
Im Jahr 2023 sind im Durchschnitt 40'000 Personen täglich und gleichzeitig verbunden.
Im Jahr 2024 gehörte der Sender zu den 10 meistgesehenen Sendern in Frankreich und die Hauptsendung «lofi hip hop radio - beats to relax/study to» wurde vom Nouvel Observateur als eine der «20 [videos], die die Plattform geprägt haben, angesehen.».

## Animation
Die Ausstrahlung der Musik wird seit März 2018 von einer Animation des Charakters von Lofi Girl begleitet.
Die Live-Show zeigt ein junges Mädchen, das in einem Büro sitzt und im Hintergrund einen Blick auf die Stadt Lyon hat. Sie trägt einen Kopfhörer über den Ohren. Sie schreibt mit ihrer linken Hand vier Zeilen in ein Notizbuch. Sie dreht ihren Kopf um, schaut aus dem Fenster, schreibt zwei Zeilen und dreht die Seite um. Dieses Muster wiederholt sich in einer Schleife. Die Namen der Künstler und Musik wird oben links angezeigt.
Auf dem Schreibtisch und im Raum befinden sich Objekte wie eine Gelenklampe, ein Bleistifttopf, eine Pflanze, Fotos, eine Bibliothek. Der Computer befindet sich auf dem Desktop ganz links im Bild. Im Hintergrund schaut eine Katze aus dem Fenster. Die Farben sind beruhigend, rot, orange, grün.
Lofi Girl (auch als Study Girl, Jade oder die „24/7 lofi hip hop beats“ girl) wurde von Juan Pablo Machado, Schüler an der Émile-Cohl-Schule, erstellt.

### Hintergrund
Der aus Kolumbien stammende Juan Pablo Machado zog 2013 nach Lyon, um an der Émile-Cohl-Schule zu studieren, nachdem er die Kunstschule in Bogota besucht hatte. Im Jahr 2017, in seinem letzten Studienjahr, beschloss er, an einer Ausschreibung teilzunehmen, die seine Schule erhalten hatte. Die Ausschreibung stammte vom YouTube-Kanal ChilledCow, der kontinuierlich Lo-Fi-Musik ausstrahlte. Sie benutzte ein Bild aus dem Film Stimme des Herzens – Whisper of the Heart aus dem Studio Ghibli, welches eine Shizuku-Figur beim Üben zeigt. Die Initiative zur Ausschreibung geht darauf zurück, dass der Kanal bereits die Erfahrung machen musste, dass seine Videos wegen Urheberrechtsverletzung gelöscht wurden.

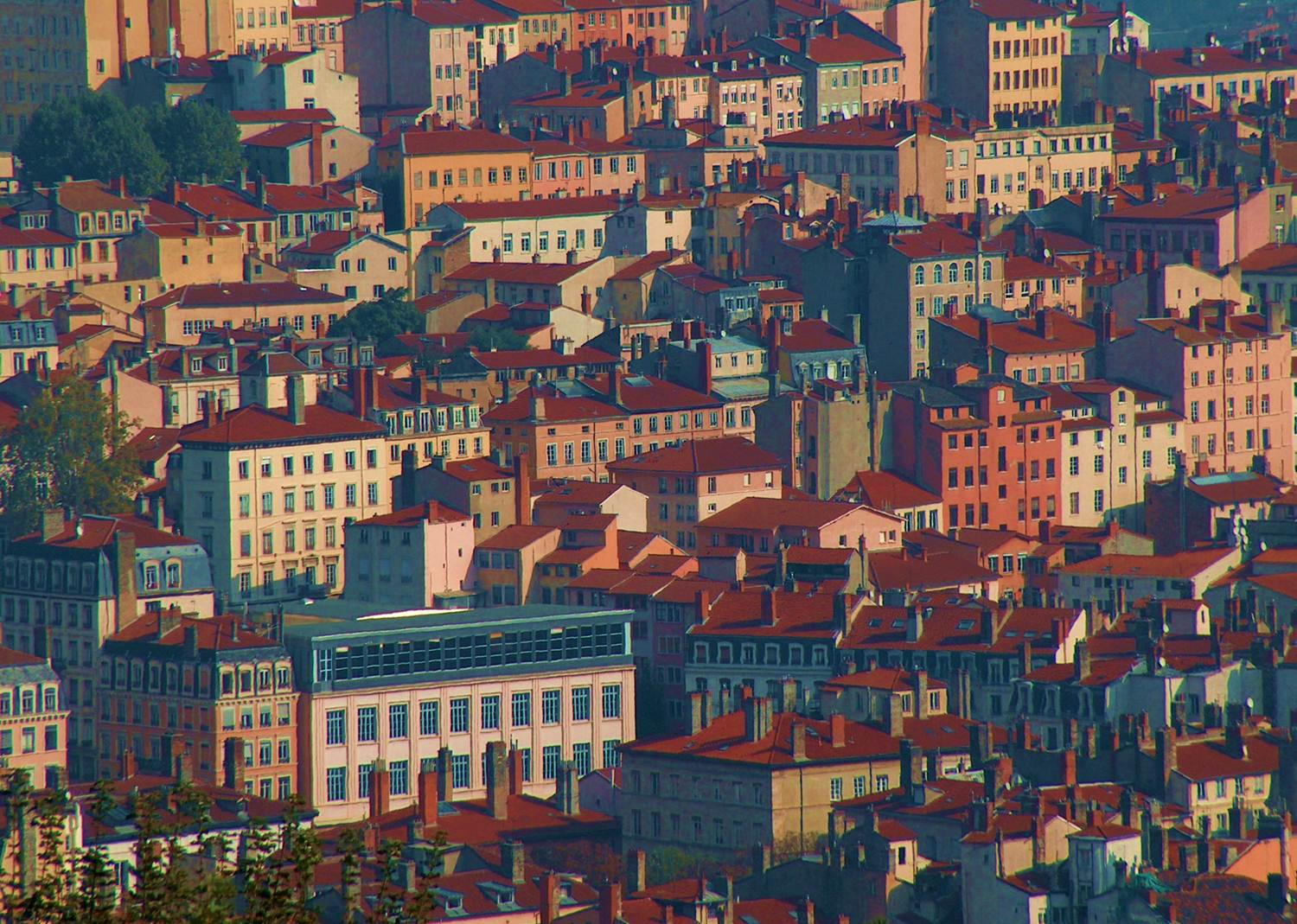
Die Hänge des Croix-Rousse in Lyon, Inspiration für die Landschaft am Fenster von Lofi Girl.

Juan Pablo Machado ließ den Hintergrund ursprünglich schwarz, um Zeit zu sparen. Dann hatte er jedoch die Idee, den Ablauf der Zeit an einem passenden Hintergrund im Fenster darzustellen. Machado beschloss, den Hügel Croix-Rousse von Lyon im Fenster erscheinen zu lassen. Durch den Blick aus dem Fenster lässt sich die Wohnung in der Nähe des Bondy Dock lokalisieren.

### In der Populärkultur

#### Meme
Die Animation wird schnell viral und wird wiederholt, was dazu beiträgt, sie zu einem Internet-Meme zu machen.

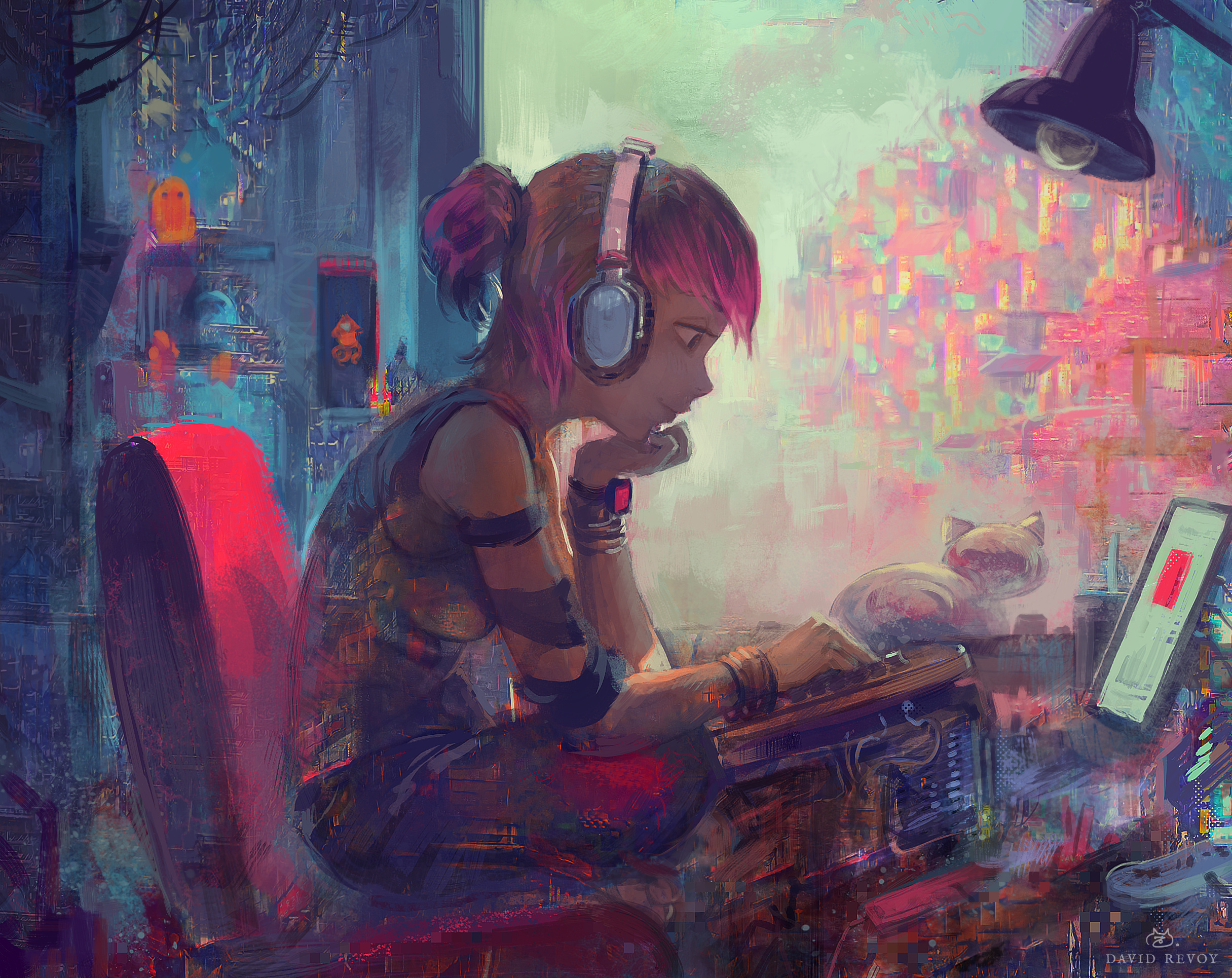
Zeichnung von David Revoy im Cyberpunk-Stil, inspiriert von Lofi Girl.

2022 veröffentlichte Disney ein Video, in dem Minnie Mouse Notizen in der gleichen Haltung wie Lofi Girl schreibt. Als Musik werden Lo-Fi-Versionen von Liedern aus bekannten Disney-Zeichentrickfilmen gespielt.
Bei der Ausgabe 2022 des Pixel War ist der Charakter auf dem Fresko abgebildet.

#### Zeichentrickfilm
In der Karikatur Steven Universe Future wurde ein Off-Thema-Video online gestellt, das Connie-Schülerin in der gleichen Pose und Umgebung wie Lofi Girl zeigt.

#### Computerspiel
Der YouTube-Kanal des Videospiels World of Warcraft hat ein Video mit Remixen der Musik des Videospiels veröffentlicht.
Im Videospiel Overwatch 2 ist das Spray von Kirikos Charakter ein Easter Egg von Lofi Girl.
Kurz vor der Veröffentlichung der Videospiele Crusader Kings III und Victoria 3 hat das Entwicklerstudio Paradox Development Studio eine Playlist mit Lo-Fi-Musik veröffentlicht, die Lofi Girl parodiert.
Das Entwicklerteam von God of War Ragnarök bietet eine Lo-Fi-Playlist, die auch Lofi Girl parodiert und auf dem YouTube-Kanal von PlayStation verfügbar ist.
Im Jahr 2024 veröffentlichte das Entwicklerstudio Mooncube Games das Spiel Spirit City: Lofi Sessions, das sich an der Ästhetik von Lofi Girl orientierte.

#### Ausstellung
In Südkorea ist der Charakter so erfolgreich, dass sein Schöpfer vom Museum in Seoul kontaktiert wurde, um ihn in eine Ausstellung zu integrieren. Jedoch fand die Exposition wegen der Covid-19-Pandemie nicht statt.

#### Gemeinschaft
Mitglieder der Community drücken eine starke emotionale Verbindung zu diesem Charakter aus.
Mehrere Institute für Studien zur psychischen Gesundheit haben festgestellt, dass Menschen, die Lo-Fi-Musikkanälen wie Lofi Girl folgen, mehr mit Angstzuständen oder Suizidgedanken zu tun haben.

#### Politik
Im Jahr 2023 startete der taiwanesische Präsidentschaftskandidat Lai Ching-te einen 24-Stunden-Lofi-Beats-Kanal mit einem Jungen im Anime-Stil, der mit seinem Hund studiert. Der 24-Stunden-Kanal startete am 27. September 2023 zum 30. Jahrestag der Party und sammelte einen Großteil seiner Playlist.
Die Initiative wurde von regionalen Medien berichtet und erhielt Beiträge von Fernsehstars, Schülern und einem taiwanesischen Bürgermeister.
Lai veröffentlichte auch lofi-Versionen der Kampagnenhymnen der Demokratischen Fortschrittspartei von 1996 bis 2024 mit den gleichen Charakteren.